# Chilomeniscus stramineus
Chilomeniscus stramineus е вид змия от семейство Смокообразни (Colubridae). Видът не е застрашен от изчезване.

## Разпространение и местообитание
Разпространен е в Мексико и САЩ.
Обитава пустинни области, места с песъчлива почва, планини, възвишения, храсталаци, дюни и плата.

## Описание
Продължителността им на живот е около 4 години. Популацията на вида е стабилна.